# メチャン子・ミッキー
『メチャン子・ミッキー』（メチャンこ ミッキー）は、1982年4月14日から同年9月15日まで、TBS系で放送された学園ドラマである。放送時間は毎週水曜19:30 - 20:00(JST)。全19回。

## 概要
堀ちえみの初主演ドラマである。消防学校を舞台に男性を主人公とした前作『消防官物語・風に立て』を経て、本作は再び女性が主人公の学園ドラマとなった。脇役には『俺はあばれはっちゃく』（テレビ朝日系）に主演した吉田友紀がクラスメート役で出演。また、主人公ミッキーの祖母を東八郎が演じた。
衛星波チャンネルの再放送、映像ソフト化、動画配信サイトの配信などの機会に恵まれず、2023年7月からCS初放送したホームドラマチャンネルでは「幻の作品を40年ぶりに放送!」と謳った。

## スタッフ
- プロデュース：野村清（TBS）、黒田正司（東宝）、新江幸生（東宝）
- 監督：松森健、日高武治、竹林進
- 脚本：田口耕三、加瀬高之、水沢又三郎
- 音楽：青山八郎
- タイトル構成：安井悦朗
- 主題歌：堀ちえみ「メルシ・ボク」（佐々木勉：作詞・作曲、鈴木茂：編曲）
- 撮影：内海正治（第1話 - 14話）、宇野晋作（第15話 - ）
- 照明：隠田紀一
- 録音：増尾鼎
- 美術：栗山吉正
- 編集：武田うめ
- 記録：高坂穂美、真下栄子
- スタジオ：東宝ビルト
- 現像：東京現像所
- 整音：T・E・S・S
- 衣装：京都衣裳
- 協力プロデューサー：鳥海満
- 助監督：山本厚
- 製作担当者：大出凱理
- 製作：TBS、東宝

## 出演
- 花村みずき（ミッキー）：堀ちえみ
- 花村小百合（ミッキーの祖母）：東八郎
- 大石達也（ボート部キャプテン）：松村雄基
- 松野進（沈没トリオ）：吉田友紀
- 竹田和夫（沈没トリオ）：直江喜一
- 梅本透（沈没トリオ）：川原田新一
- 岸辺待子：巽かおり
- 良子：長谷川里佳
- 正夫（良子の兄）：池田善彦
- 松野信吉（花村家の隣家の主人。進の父）：穂積隆信
- 松野美代（信吉の妻。進の母）：水野久美
- ゆう子先生（保健）：伊藤めぐみ
- 細川先生（ミッキーの担任。ボート部顧問）：住吉正博

### ゲスト
- 教頭先生：塩沢とき（第1話・2話）
- 下町衛生研究所員：湯沢勉（第5話）
- 袋小路（四ツ葉高校生徒）：中越司（第6話）
- 巡査部長：太宰久雄（第8話）
- 新米巡査：光石研（第8話）
- 先輩巡査：飯島大介（第8話）
- 洋子（ジャズダンス部コーチ）：千場てる美（第9話）
- 井上産婦人科院長：姫ゆり子（第10話）
- ナッキー：榊原郁恵（第11話）
- 良子の父：小林昭二（第12話）
- 山下あずさ：久保涼子（第14話）
- あずさの父：梅津栄（第14話）
- 田舎娘・ギン子：木ノ葉のこ（第15話）
- 容子：三原順子（第17話）

## サブタイトル
| 話数 | 放送日        | サブタイトル             | 脚本       | 演出     |
| ---- | ------------- | ------------------------ | ---------- | -------- |
| 1    | 1982年4月14日 | メチャン子でゴメン！     | 田口耕三   | 松森健   |
| 2    | 1982年4月21日 | ヤバシ！大チン事件       | 田口耕三   | 松森健   |
| 3    | 1982年4月28日 | 幸福の花柄パンティ       | 加瀬高之   | 松森健   |
| 4    | 1982年5月5日  | (秘)報告・のぞきはダメ   | 加瀬高之   | 松森健   |
| 5    | 1982年5月12日 | アッと驚く身体検査！     | 田口耕三   | 日高武治 |
| 6    | 1982年5月19日 | 愛・ラブ・レター？       | 加瀬高之   | 日高武治 |
| 7    | 1982年5月26日 | キッスをかけた再試験     | 田口耕三   | 日高武治 |
| 8    | 1982年6月2日  | 留置場より愛をこめて     | 加瀬高之   | 松森健   |
| 9    | 1982年6月16日 | 青い蕾とニキビの花       | 田口耕三   | 松森健   |
| 10   | 1982年6月23日 | 婦人科？保険科？         | 田口耕三   | 松森健   |
| 11   | 1982年7月14日 | 帰ってきたつむじ風！！   | 加瀬高之   | 日高武治 |
| 12   | 1982年7月21日 | ウルセイ奴はブッ潰せ     | 水沢又三郎 | 日高武治 |
| 13   | 1982年7月28日 | ナヌ！？水着モデル       | 加瀬高之   | 日高武治 |
| 14   | 1982年8月11日 | 良い子・悪い子・ダメ親父 | 水沢又三郎 | 松森健   |
| 15   | 1982年8月18日 | 夏にご用心！！           | 田口耕三   | 松森健   |
| 16   | 1982年8月25日 | チントリ、危機一髪！！   | 加瀬高之   | 松森健   |
| 17   | 1982年9月1日  | 女はつらいよ！           | 加瀬高之   | 竹林進   |
| 18   | 1982年9月8日  | 下町！小町ドキッ！       | 田口耕三   | 竹林進   |
| 19   | 1982年9月15日 | OH！校内結婚             | 田口耕三   | 竹林進   |